# Scorpaena prior
Scorpaena prior ist eine ausgestorbene Art der auch rezent noch existierenden Gattung Scorpaena innerhalb der Familie der Skorpionfische (Scorpaenidae). Fossilfunde stammen aus den miozänen Leithakalken von Sankt Margarethen im Burgenland (Österreich) und möglicherweise auch aus Ungarn.

## Forschungsgeschichte

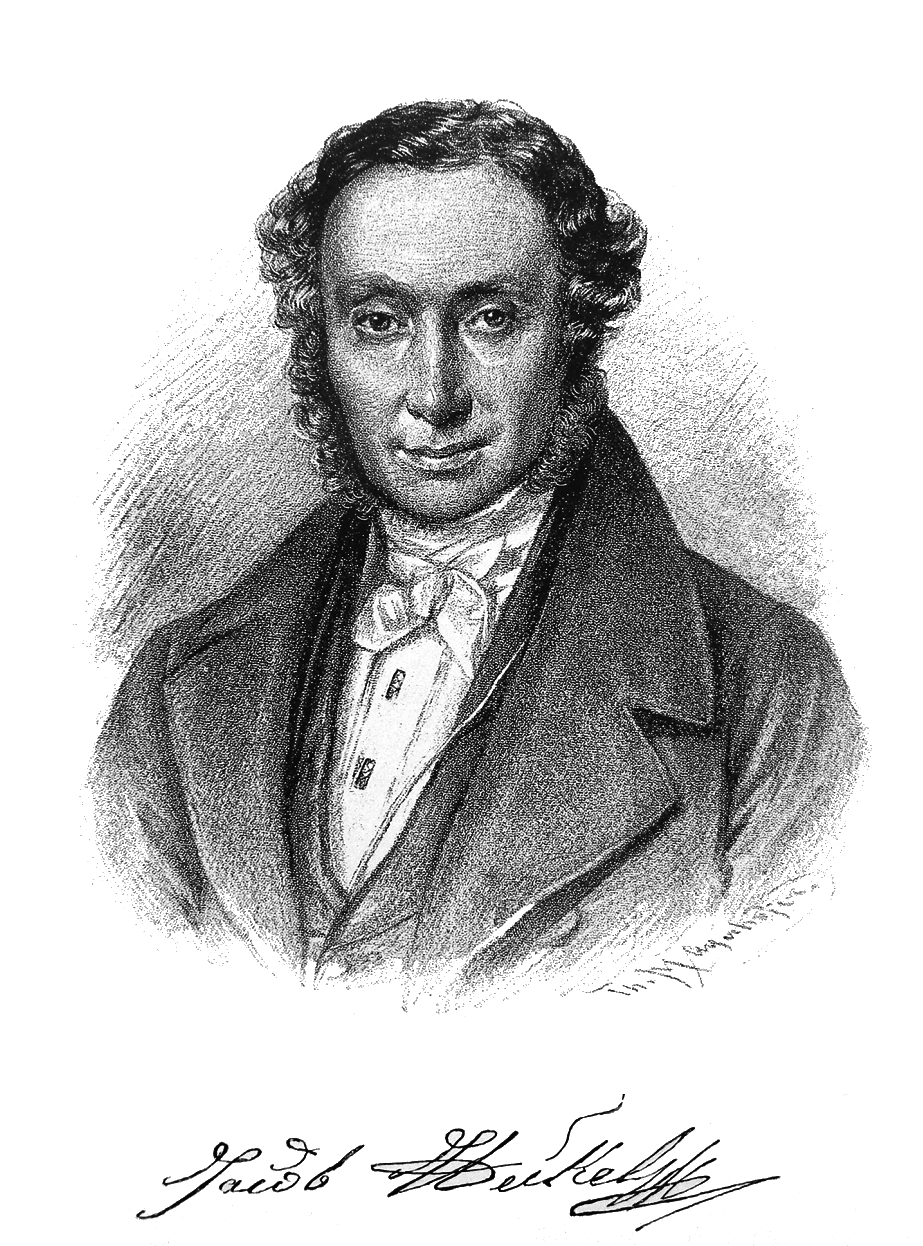
Johann Jakob Heckel

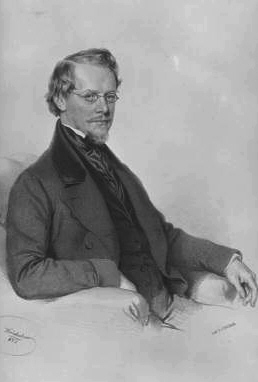
Rudolf Kner

Die Erstbeschreibung der Art auf Basis eines nur mäßig gut erhaltenen Exemplars wurde 1861 in den „Denkschriften der Kaiserlichen Akademie der Wissenschaften“ veröffentlicht. Die Abhandlung, die Beschreibungen von mehreren fossilen Fischen aus dem Gebiet der Österreichisch-Ungarischen Monarchie enthielt, war von Johann Jakob Heckel begonnenen worden, durch seinen Tod 1857 jedoch zunächst unvollendet geblieben.
Rudolf Kner äußerte sich zwar verwundert über die scheinbar willkürliche Zusammenstellung an fossilen Fischen, die keinen räumlichen, zeitlichen oder systematischen Zusammenhang erkennen ließ, hielt es jedoch für seine Pflicht, das halbfertige Manuskript zu Ehren seines verstorbenen Kollegen am damaligen K.u.k. Hof-Naturalienkabinett fertigzustellen und zu veröffentlichen. Im Vorwort zur Publikation erwähnte Kner, dass er in Heckels Unterlagen fertige Zeichnungen aller zu beschreibenden Arten und auch bereits vollständige Beschreibungen mehrerer Arten vorgefunden habe. Scorpaena prior scheint in einer von Kner gegebenen Aufzählung der fertigen Beschreibungen zwar nicht auf, die Erstbeschreibung wurde von ihm dennoch Heckel zugeschrieben.
Der Fundort dieses ersten Exemplars wird in der Erstbeschreibung nur sehr ungenau mit „Leithaschichten der Wiener Tertiärgebilde“ angegeben. Gemeint sind damit wahrscheinlich die Leithakalkvorkommen bei Sankt Margarethen im Burgenland, theoretisch kommen jedoch auch entsprechende Vorkommen von Fertőrákos bei Sopron im heutigen Ungarn in Frage. Der Holotypus wird heute unter der Inventarnummer NHMW 1979/2127 am Naturhistorischen Museum in Wien aufbewahrt.
Im Mai 1987 wurde unter der Leitung von Ortwin Schultz im Leithakalk-Steinbruch der Firma Kummer bei Sankt Margarethen im Burgenland eine gezielte Fossilgrabung durchgeführt, die neben zahlreichen anderen Fossilfunden auch mehrere Belegexemplare von Scorpaena prior erbrachte. Die Neufunde, ergänzt durch zwei Exemplare aus einer Privatsammlung, ermöglichten eine Neubeschreibung und Neubewertung der Art, die 1993 veröffentlicht wurde. Die Zuordnung zu einer eigenständigen Art der Gattung Scorpaena konnte dabei im Wesentlichen bestätigt werden, obwohl ein Bezug zur Gattung Scorpaenopsis nicht zur Gänze ausgeschlossen werden konnte.

## Alterszuordnung der Funde
Die Funde von Scorpaena prior stammen aus der gebankten Fazies (laminierte Mergelfazies) der Leithakalke. Diese Ablagerungen können auf Basis der Foraminiferen-Fauna der regionalen Bulimina-Bolivina Zone und auf Basis von Nannoplankton der Zone NN5b zugeordnet werden. Beide Befunde entsprechen dem Oberen Badenium der regionalen Gliederung der zentralen Paratethys und lassen sich mit dem Übergang vom Langhium zum Serravallium der internationalen chronostratigraphischen Gliederung gleichsetzen, was einem absoluten Alter von etwa 14,0–13,5 Ma entspricht.

## Merkmale
Scorpaena prior erreichte eine Standardlänge von bis zu 20,6 cm bei einer Gesamtlänge (TL) von bis zu 25,5 cm.
Scorpaena prior weist in allen bekannten Körpermerkmalen weitgehende Übereinstimmung mit der Gattung Scorpaena auf. Unklar ist lediglich, ob das Gaumenbein bezahnt oder unbezahnt war. Dieses wesentliche Unterscheidungsmerkmal zwischen den sehr ähnlichen Gattungen Scorpaena (bezahntes Gaumenbein) und Scorpaenopsis (unbezahntes Gaumenbein), ist bei keinem der vorliegenden Exemplare erkennbar. Die Zuordnung zur Gattung Scorpaena stützt sich dementsprechend auf die Form der, wie bei allen Barschartigen, zweigeteilten Rückenflosse. Bei Vertretern der Gattung Scorpaenopsis sind die vordere und die hintere Rückenflosse annähernd gleich hoch und, im Vergleich zur Körperhöhe, insgesamt sehr niedrig, während zumindest einigen Arten der Gattung Scorpaena, wie etwa Scorpaena normani, eine deutlich erhöhte vordere Rückenflosse aufweisen.
Die extrem hohe vordere Rückenflosse von Scorpaena prior kann als arttypisches Merkmal gewertet werden. Die dritten bis fünften Stacheln der vorderen Rückenflosse sind am längsten und etwa um ein Viertel länger als die Weichstrahlen der hinteren Rückenflosse. Das Verhältnis zwischen Körperhöhe und der Länge des längsten Rückenflossenstachels liegt beim am wenigsten deformierten Exemplar von Scorpaena prior (NHMW 1988/0140/29) bei nur 1,31. Beim Großen Roten Drachenkopf (Scorpaena scrofa), einem typischen Vertreter der Gattung, liegt das Verhältnis bei 2,4 und lediglich Scorpaena normani zeigt mit einem Indexwert von 1,57 eine annähernd ähnlich hohe vordere Rückenflosse.
Flossenformel: D XII/?8–9–?10 A III/5–6

## Palökologie
Die meisten rezenten Vertreter der Skorpionfische sind gut getarnte Lauerjäger, die sich hauptsächlich von Krebsen und kleineren Fischen ernähren. Rezente Vertreter der Gattung Scorpaena pflegen eine benthonische Lebensweise und halten sich bevorzugt in Küstennähe auf felsigem, sandigem oder schlammigen Grund, häufig auch in Seegraswiesen, und in Wassertiefen bis maximal 800 m auf.
Die Leithakalke sind Ablagerungen einer Karbonatplattform, die sich während des Badeniums im Westen der Zentralen Paratethys im Bereich der Inseln und Untiefen des heutigen Leithagebirges und des Fertőrákos-Ruster Hügellands bildete. Die laminierte Mergelfazies, eine Wechsellagerung aus hellgelben Kalkareniten und olivgrünen Mergeln, wurde in kleinräumigen, geschützten Senken am Rand der Karbonatplattform abgelagert und enthält eine reiche Fauna an fossilen Fischen und diversen marinen Wirbellosen, darunter vollständige Bryozoenkolonien, Seeigeln, Brachiopoden und Kammmuscheln. Als Besonderheit sei hier auch der Fund von Skelettresten eines Seetauchers (Gavia schultzi) erwähnt.
Die reiche Fischfauna mit knapp 50 Taxa aus 37 Familien wird neben Scorpaena prior hauptsächlich von Heringsartigen der Gattung Spratelloides und Laternenfischen der Gattung Diaphus dominiert, die zusammen mehr als die Hälfte aller Individuen stellen. In Bezug auf die einzelnen Taxa dominieren Formen mit benthonischer Lebensweise und Bodenfische der neritischen Zone; neben Scorpaena prior unter anderem auch Meerbrassen der Gattungen Boops und Dentex, Leierfische der Gattung Callionymus, der Papageifisch Calotomus priesli, Falterfische der Gattung Chaetodon, der Junkerlippfisch Coris sigismundi sowie mit Wainwrightilabrus agassizi und Symphodus westneati zwei weitere Vertreter der Lippfische, Zackenbarsche der Gattung Epinephelus, der Gaidropsaride Gaidropsarus pilleri, Seeteufel der Gattung Lophius, Torpedobarsche der Gattung Malacanthus, der Plattfisch Miobothus weissi, Meerbarben der Gattung Mullus, die Seenadelart Nerophis zapfei, der Dorsch Palimphemus anceps, Großaugenbarsche der Gattung Priacanthus, Eidechsenfische der Gattung Synodus, Petermännchen der Gattung Trachinus und der Kugelfisch Leithaodon sandroi.
Eine zweite Gruppe von Taxa, wie etwa Heringsartige der Gattungen Spratelloides und Sardinella oder Hornhechte der Gattung Belone, Makrelen der Gattung Scomber, Stachelmakrelen der Gattung Trachurus und Barrakudas (Sphyraena sp.), repräsentiert Fische des küstennahen Epipelagials. Fische aus dem Pelagial des offenen Ozeans sind neben der Gattung Diaphus mit Einhorndorschen, Seehechten und dem Riesenhai Cetorhinus parvus vertreten.
In Summe sprechen die paläontologischen und sedimentologischen Befunde für einen Ablagerungsraum in küstennahen Senken mit Wassertiefen von etwa 50–60 Metern mit ausgedehnten Seegraswiesen und Felsriffen im unmittelbaren Nahbereich, aber auch freiem Zugang zum offenen Meer. Das vorherrschende Klima lässt sich als subtropisch charakterisieren. Am Grund dieser Becken herrschten häufig hypoxische Bedingungen, möglicherweise ausgelöst durch Algenblüten von Coccolithus pelagicus und anderen Coccolithophorida in Folge von jahreszeitlich bedingtem, erhöhten Nährstoffeintrag. Das Sauerstoffdefizit am Grund der Becken förderte die Fossilbildung und erklärt zumindest teilweise auch gelegentliche Massensterben von Fischschwärmen, Seeigeln und anderen benthonisch lebenden Wirbellosen.